# Jackie van Laren
Jackie van Laren (pseudoniem van Jacqueline Remmers, Amsterdam, 1968) is een Nederlandse schrijfster van romans en korte verhalen. Ze debuteerde in 2015 met Zin, het eerste boek van de Q-serie, en heeft sindsdien meerdere romans en series gepubliceerd bij Uitgeverij De Boekerij. In 2017 won ze de Hebban Award voor Beste Roman met Opstaan.
Van Laren debuteerde met de driedelige Q-trilogie (Zin, Lief, Ziel, 2015), waarin de thema’s muziek en liefde centraal staan. Ze was zangeres in regionale bands, kennis die ze gebruikte bij het schrijven van deze serie. Hierna verschenen ook de romans Vallen (2016) en Opstaan (2017), waarvan Opstaan in 2017 de Hebban Award voor Beste Roman won. Vervolgens publiceerde ze de Eilandliefde-serie (2018–2022), bestaande uit zes delen, die zich afspeelt op een fictief Waddeneiland. Ook schreef ze de Onder de bomen-serie (2021) en diverse zelfstandige romans en korte verhalen. Haar werk combineert terugkerende personages en locaties met thema’s als muziek, natuur en maatschappelijke onderwerpen. Zelf geeft ze geen label of genre aan haar werk en wil ze juist voor een breed publiek schrijven. Enkele van haar romans verschenen eerst als feuilleton op social media, wat leidde tot een betrokken lezersgemeenschap.
De schrijfnaam Jackie van Laren is een eerbetoon aan haar oma die uit Laren kwam en helpt haar om haar rollen in de boekenwereld, onder meer als redacteur bij Luitingh-Sijthoff, en als auteur uit elkaar te houden.

## Bestseller 60
| Boeken met noteringen in de Nederlandse Bestseller 60 | Jaar van verschijnen | Datum van binnenkomst | Hoogste positie | Aantal weken | Opmerkingen |
| ----------------------------------------------------- | -------------------- | --------------------- | --------------- | ------------ | ----------- |
| Vallen                                                | 2017                 | 31-05-2017            | 37              | 2            |             |
| Opstaan                                               | 2018                 | 06-06-2018            | 20              | 7            |             |
| Hoogtij                                               | 2020                 | 29-01-2020            | 55              | 1            |             |
| Lentegroen                                            | 2021                 | 17-03-2021            | 40              | 1            |             |
| Herfstrood                                            | 2021                 | 03-11-2021            | 49              | 1            |             |
| Het kleine kasteeltje                                 | 2025                 | 13-08-2025            | 23              | 1            |             |